# 张占宇
张占宇（1949年—），辽宁凌海人，满族，曾贿选担任全国人民代表大会辽宁地区代表。
毕业于辽宁省委党校经济管理专业，加入中国共产党，先后任锦县农电局变压器修试所所长，锦州农电电力安装公司总经理，凌海市农电局局长、党委书记、凌海电力集团董事长、凌海市人大常委会副主任、副书记，从2000年开始兼任凌海市三台子镇小上五旗村党支部书记、村委会主任。曾獲選为辽宁省劳动模范、全国电力劳动模范、全国模范军转干部、全国劳动模范。
2016年9月13日，全国人民代表大会常务委员会发布〔十二届〕第二十一号公告，因涉及贿选，确定由辽宁省第十二届人民代表大会第一次会议选举产生的45名第十二届全国人民代表大会代表当选无效。张占宇名列其中。